# Krum (Texas)
La ville américaine de Krum est située dans le comté de Denton, dans le Texas. Elle comptait 4 157 habitants en 2010, contre 1 984 en 2000.

## Source
- (en) Cet article est partiellement ou en totalité issu de l’article de Wikipédia en anglais intitulé « Krum, Texas » (voir la liste des auteurs).